# 대전 삼성화재 블루팡스

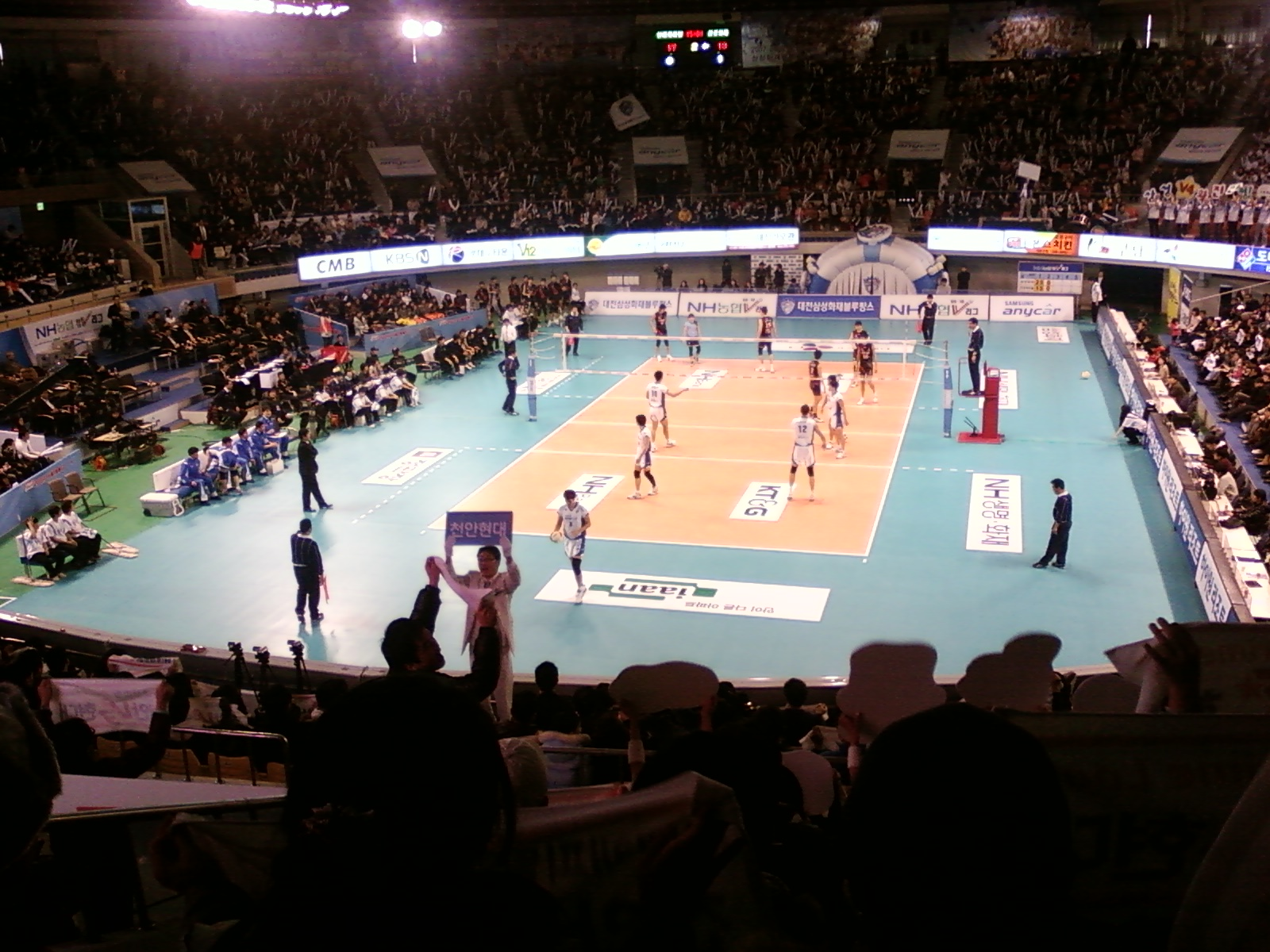
충무체육관에서 천안 현대캐피탈 스카이워커스와 2009-10 V-리그 제3라운드 경기가 진행 중이다.

대전 삼성화재 블루팡스(大田三星火災블루팡스, Daejeon Samsung Fire Insurance Bluefangs)는 한국 배구 연맹에 속한 대한민국의 남자 프로배구단으로, 1995년에 창단했다. 연고지는 대전광역시로, 정관장 레드스파크스와 함께 충무체육관을 홈구장으로 사용하고 있다. V-리그 챔피언결정전 최다 우승팀이다.

## 연혁
- 1995년 11월 7일 삼성화재 배구단 창단, 초대감독 신치용 선임
- 1996년 10월 96 한국배구 대제전 2차대회 우승
- 1997년 97 한국배구 슈퍼리그 우승, 제9회 아시아클럽 남자배구 선수권대회 우승
- 1998년 98 한국배구 슈퍼리그 우승
- 1999년 제1회 AVC컵 남자클럽배구대회 준우승, 99 한국배구대제전 겸 제54회 전국종별 남여배구대회 우승
- 2000년 2000 한국배구 슈퍼리그 우승, 2000 한국실업배구대제전 겸 제55회 전국종별 남여배구대회 우승, 제2회 AVC컵 남자배구대회 우승
- 2001년 2001 삼성화재 슈퍼리그 우승, 2001 V-코리아 세미프로리그 우승, 제3회 AVC컵 남자클럽 배구대회 우승, 한국실업배구 대제전 우승
- 2002년 2002 배구슈퍼 세미프로리그 우승, 2002 한국실업배구 대제전 우승
- 2003년 2003 한국배구 슈퍼리그 우승
- 2004년 겨울리그 70연승 신기록 수립, 겨울리그 최다연승(77연승)기록 수립, 2004 V투어 정규리그 1위, 챔피언결정전 우승
- 2005년 KT&G V-리그 정규리그 2위, 플레이오프 LG화재 2:0 승, 챔피언결정전 현대캐피탈 3:1 승 → 우승
- 2005-2006 KT&G V-리그 정규리그 2위, 챔피언결정전 준우승, 2006 한일탑매치 우승
- 2006년 KOVO컵 양산 프로배구 준우승
- 2006-2007 힐스테이트 V-리그 정규리그 우승, 챔피언결정전 준우승
- 2007-2008 NH농협 V-리그 정규리그 우승, 챔피언결정전 현대캐피탈 3:1 승 → 우승(통합우승)
- 2008년 IBK기업은행배 양산 프로배구 준우승
- 2008-2009 NH농협 V-리그 정규리그 2위, 플레이오프 2:0 승, 챔피언결정전 현대캐피탈 3:1 승 → 우승
- 2009년 부산 IBK기업은행 국제 배구 대회 우승
- 2009-2010 NH농협 V-리그 정규리그 우승, 챔피언결정전 현대캐피탈 4:3 승 → 우승(통합우승), 2010 한일 탑매치 우승
- 2010-2011 NH농협 V-리그 정규리그 3위, 준플레이오프 LIG손해보험 2:1 승, 플레이오프 현대캐피탈 3:0 승, 챔피언결정전 대한항공 4:0 승 → 우승
- 2011-2012 NH농협 V-리그 정규리그 우승, 챔피언결정전 대한항공 3:1 승 → 통합우승
- 2012-2013 NH농협 V-리그 정규리그 우승, 챔피언결정전 대한항공 3:0 승 → 통합우승, 2013 한일탑매치 사카이 블레이저스 2:3 패 준우승
- 2013-2014 NH농협 V-리그 정규리그 우승, 챔피언결정전 현대캐피탈 3:1 승 → 통합우승
- 2014-2015 NH농협 V-리그 정규리그 우승, 챔피언결정전 OK저축은행 0:3 패 준우승
- 2015년 6월 1일 모기업 삼성화재해상보험에서 제일기획으로 변경, 팀명 대전 삼성화재 블루팡스에서 대전 삼성 블루팡스로 변경, 2대감독 임도헌 선임
- 2015-2016 NH농협 V-리그 정규리그 3위, 준플레이오프에서 대한항공을 이기고 플레이오프 OK저축은행 0:2 패 3위

구단 역사상 최초 챔피언결정전 진출 실패,
- 2017년 3월 24일 임도헌 감독 사임
- 2017년 4월 3일 3대감독 신진식 감독 선임
- 2020년 4월 20일 신진식 감독 사임
- 2020년 4월 20일 4대감독 고희진 감독 선임
- 2022년 4월 4일 고희진 감독 사임
- 2022년 4월 11일 5대감독 김상우 감독 선임

## 통산 기록
| 대전 삼성화재 블루팡스 | 대전 삼성화재 블루팡스 | 대전 삼성화재 블루팡스 | 대전 삼성화재 블루팡스 | 대전 삼성화재 블루팡스 | 대전 삼성화재 블루팡스 | 대전 삼성화재 블루팡스 | 대전 삼성화재 블루팡스 |
| 시즌                   | 정규 순위              | 포스트 시즌            | 경기수                 | 승                     | 패                     | 승점                   |                        |
| ---------------------- | ---------------------- | ---------------------- | ---------------------- | ---------------------- | ---------------------- | ---------------------- | ---------------------- |
| 2005                   | 2                      | 우승                   | 20                     | 18                     | 2                      | 38                     |                        |
| 2005–06                | 2                      | 준우승                 | 35                     | 30                     | 5                      | 30                     |                        |
| 2006–07                | 1                      | 준우승                 | 30                     | 25                     | 5                      | 30                     |                        |
| 2007–08                | 1                      | 우승                   | 35                     | 29                     | 6                      | 29                     |                        |
| 2008–09                | 2                      | 우승                   | 35                     | 26                     | 9                      | 26                     |                        |
| 2009–10                | 1                      | 우승                   | 36                     | 30                     | 6                      | -                      |                        |
| 2010–11                | 3                      | 우승                   | 30                     | 16                     | 14                     | -                      |                        |
| 2011–12                | 1                      | 우승                   | 36                     | 29                     | 7                      | 84                     |                        |
| 2012–13                | 1                      | 우승                   | 30                     | 24                     | 6                      | 70                     |                        |
| 2013–14                | 1                      | 우승                   | 30                     | 23                     | 7                      | 66                     |                        |
| 2014–15                | 1                      | 준우승                 | 36                     | 29                     | 7                      | 84                     |                        |
| 2015–16                | 3                      | 플레이오프             | 36                     | 23                     | 13                     | 66                     |                        |
| 2016–17                | 4                      | 진출 실패              | 36                     | 18                     | 18                     | 58                     |                        |
| 2017–18                | 2                      | 플레이오프             | 36                     | 22                     | 14                     | 61                     |                        |
| 2018–19                | 4                      | 진출 실패              | 36                     | 19                     | 17                     | 55                     |                        |
| 2019–20                | 5                      | 진출 실패              | 32                     | 13                     | 19                     | 41                     |                        |
| 2020–21                | 7                      | 진출 실패              | 36                     | 6                      | 30                     | 26                     |                        |
| 2021–22                | 6                      | 진출 실패              | 36                     | 14                     | 22                     | 44                     |                        |

## 선수단
- 감독 : 김상우
- 수석 코치: 지태환
- 코치 : 고준용, 강다연

| 번호 | 포지션                      | 이름                | 데뷔 연도         | 이적 연도        |
| ---- | --------------------------- | ------------------- | ----------------- | ---------------- |
| 1    | 레프트                      | 신장호              | 2019              |                  |
| 2    | 세터                        | 이호건              | 2017(한국전력)    | 2020(우리카드)   |
| 3    | 세터                        | 노재욱              | 2014(LIG손해보험) | 2020(우리카드)   |
| 4    | 센터                        | 손태훈              | 2015              |                  |
| 6    | 리베로                      | 백광현              | 2015(대한항공)    | 2021(대한항공)   |
| 9    | 리베로                      | 이상욱              | 2017(우리카드)    | 2022(우리카드)   |
| 11   | 레프트                      | 김인균              | 2021(한국전력)    | 2022(한국전력)   |
| 12   | 레프트                      | 황경민              | 2018(우리카드)    | 2020(우리카드)   |
| 13   | 센터                        | 구도현              | 2014(우리카드)    | 2022(KB손해보험) |
| 14   | 아웃사이드 히터             | 요스바니 에르난데스 |                   |                  |
| 15   | 세터                        | 홍기선              | 2020(우리카드)    | 2022(우리카드)   |
| 17   | 리베로                      | 신동광              | 2010(현대캐피탈)  | 2022(우리카드)   |
| 18   | 센터                        | 홍민기              | 2017(현대캐피탈)  | 2021(현대캐피탈) |
| 44   | 미들 블로커 아웃사이드 히터 | 에디 자르가차       |                   |                  |

#### 군 입대
| 포지션 | 이름   | 데뷔 연도        | 이적 연도        | 군 입대 연도             |
| ------ | ------ | ---------------- | ---------------- | ------------------------ |
| 센터   | 김정윤 | 2018             |                  | 2022 (현역 상무)         |
| 리베로 | 구자혁 | 2019(현대캐피탈) | 2020(현대캐피탈) | 2022 (현역 상무)         |
| 레프트 | 김우진 | 2020             |                  | 2022 (현역 상무)         |
| 라이트 | 이하늘 | 2020             |                  | 2022 (현역 상무)         |
| 세터   | 정승현 | 2020(한국전력)   | 2020(한국전력)   | 2022 (현역 상무)         |
| 센터   | 이수민 | 2021             |                  | 2022 (현역 사회복무요원) |

### 역대 선수
| - 가빈 슈미트 - 강민웅 - 고준용 - 고희진 - 권광민 - 김강녕 - 김구철 - 김규선 - 김기중 - 김상우 - 김세진 - 김태종 - 김정훈 - 김홍정 - 레안드로 아라우주 다 실바 - 레오 - 명중재 | - 목진영 - 박수민 - 박재한 - 박진영 - 박철우 - 박홍범 - 석진욱 - 손재홍 - 신선호 - 신영철 - 신요한 - 신으뜸 - 신진식 - 안젤코 추크 - 여오현 - 오세종 - 우승진 | - 유광우 - 윤종권 - 이병용 - 이용택 - 이용희 - 이재목 - 이형두 - 장병철 - 전창희 - 전진용 - 조성훈 - 조승목 - 지태환 - 최태웅 - 타이스 덜 호스트 - 윌리엄 리드 프리디 - 홍정표 |

## 응원단
- 응원단장 : 김상헌
- 아나운서 : 유재환
- 치어리더 : 박기량, 박예진, 이단비, 이윤정, 조윤경, 최정희, 허수미, 이정윤, 김나연, 박선주

## 시설
- 경기장: 충무체육관
- 훈련장: 삼성 트레이닝 센터

## 같이 보기
- 제일기획
- 삼성화재
- 삼성스포츠
- 코레일